# Call Me (Blondie)
Call Me è un singolo del gruppo new wave Blondie, pubblicato nel 1980.

## Descrizione
Pubblicato nel febbraio 1980, Call Me raggiunse la vetta sia della classifica dei singoli statunitense sia di quella inglese, diventando il più grande successo del gruppo. Inoltre si è posizionato al #289 nella Lista delle 500 migliori canzoni secondo la rivista Rolling Stone.
La canzone fu utilizzata come tema principale del film American Gigolò co-scritta e prodotta da Giorgio Moroder, che inizialmente aveva chiesto a Stevie Nicks di comporre un brano per il film (inoltre venne usata anche per il film Bride Of Chucky). Nicks declinò l'offerta e Moroder ripiegò su Debbie Harry. Successivamente è stata usata come sigla del programma economico Questioni di borsa andato in onda su Radio 1. Moroder presentò una base musicale chiamata Man Machine su cui Harry dovette comporre testo e melodia. Debbie Harry impiegò poche ore e registrò il pezzo con gli stessi Blondie. Il ritornello della canzone fu cantato da Harry anche in italiano (amore, chiamami) ed in francese (Mon cheri, appelle-moi).
Negli Stati Uniti il singolo fu pubblicato da tre differenti etichette. La Polydor la incluse nell'album con la colonna sonora del film, il singolo venne pubblicato dalla Chrysalis, l'etichetta ufficiale dei Blondie, e una versione in spagnolo (intitolata Llámame) venne pubblicata dalla Salsoul Records. Inoltre nel 1988 un remix del brano di Ben Liebrand è stato pubblicato come singolo. Nel 1997 ne è stata fatta un'ulteriore cover da parte del gruppo Gothic rock The 69 Eyes, contenuta nell'album Wrap Your Troubles in Dreams. Il brano vede la collaborazione ai cori di Ville Valo degli HIM. Nel 2010 è la volta del remix in versione dance cantato da Sabrina Salerno e Samantha Fox.

## Video musicale
Sono stati prodotti due differenti video per Call Me: il primo è un collage di immagini e filmati girati a New York di Debbie Harry in concerto. Il video può essere trovato nella video compilation dei Blondie del 1991 The Complete Picture: The Very Best of Deborah Harry and Blondie. La seconda versione invece è ambientata a New York e vede protagonista un tassista alle prese con il traffico di Manhattan. In questa seconda versione non compaiono né Harry né i Blondie.

## Tracce
US, UK 7" (CHS 2414)
1. Call Me (Tema da American Gigolò) (7" edit) – 3:32
2. Call Me (7" strumentale) – 3:27

UK 12" (CHS 12 2414)
1. Call Me (7" edit) – 3:32
2. Call Me (Versione spagnola - 7" edit) – 3:32
3. Call Me (7" strumentale) - 3:27

US 12" (Salsoul SG 341)
1. Call Me (Versione spagnola estesa) – 6:23
2. Call Me (12" strumentale) – 6:10

## Classifiche

### Classifiche settimanali
| Classifica (1980) | Posizione massima |
| ----------------- | ----------------- |
| Australia         | 4                 |
| Austria           | 5                 |
| Belgio (Fiandre)  | 9                 |
| Canada            | 1                 |
| Francia           | 4                 |
| Germania          | 14                |
| Giappone          | 12                |
| Irlanda           | 2                 |
| Italia            | 11                |
| Norvegia          | 2                 |
| Nuova Zelanda     | 6                 |
| Paesi Bassi       | 12                |
| Regno Unito       | 1                 |
| Stati Uniti       | 1                 |
| Sudafrica         | 2                 |
| Svezia            | 3                 |
| Svizzera          | 3                 |

### Classifiche di fine anno
| Classifica (1980) | Posizione |
| ----------------- | --------- |
| Australia         | 19        |
| Canada            | 3         |
| Francia           | 45        |
| Germania          | 42        |
| Regno Unito       | 48        |
| Stati Uniti       | 1         |
| Svizzera          | 9         |

### Classifiche di fine decennio
| Classifica (1980-89) | Posizione |
| -------------------- | --------- |
| Stati Uniti          | 9         |

## Cover
Nel corso degli anni il brano è stato oggetto di numerose cover da parte di vari artisti, fra cui Nikka Costa, Franz Ferdinand, Skye Edwards, Samantha Fox e Sabrina Salerno.

## Versione di In This Moment
Il gruppo musicale metalcore statunitense In This Moment ha pubblicato una cover del brano nel 2009 che è apparso sull'edizione Ultra Violet di The Dream. È stato anche pubblicato come singolo insieme ad altre due canzoni, A Dying Star e Sailing Away, anch'esse presenti nell'album.

### Tracce
1. Call Me (Blondie Cover) – 3:17
2. A Dying Star – 4:35
3. Sailing Away – 3:59

### Formazione
- Maria Brink – voce
- Chris Howorth – chitarra
- Blake Bunzel – chitarra
- Jesse Landry – basso
- Jeff Fabb – batteria